# Victoria Losada
María Victoria "Vicky" Losada Gómez, född 5 mars 1991 i Terrassa i Katalonien, är en spansk fotbollsspelare (mittfältare).
Sedan 2010 spelar Losada i Spaniens landslag. Hon spelar även i Kataloniens landslag sedan 2014. Sedan 2015 spelar Losada i det brittiska klubblaget Arsenal LFC. Hon har tidigare bland annat spelat i spanska laget FC Barcelona och amerikanska Western New York Flash.